# Parafia św. Wojciecha Biskupa i Męczennika w Grodźcu
Parafia Świętego Wojciecha Biskupa i Męczennika w Grodźcu – rzymskokatolicka parafia położona we wsi Grodziec. Administracyjnie należy do diecezji włocławskiej (dekanat tuliszkowski).
Odpust parafialny odbywa się w Uroczystość Świętego Wojciecha - 23 kwietnia.
Proboszcz
- ks. Karol Zając